# 宮永喜一
宮永 喜一（みやなが よしかず）は、日本の電子工学者。北海道大学名誉教授。公立千歳科学技術大学理事長兼学長。元電子情報通信学会基礎・境界ソサイエティ会長。

## 人物・経歴
北海道生まれ。1979年北海道大学工学部電子工学科卒業。1981年北海道大学大学院工学研究科修士課程修了。1983年北海道大学応用電気研究所助手。1986年北海道大学工学博士。1987年北海道大学工学部助教授。1997年北海道大学大学院工学研究科教授。2005年北海道大学大学院情報科学研究科教授。2008年電子情報通信学会フェロー。2009年アジア・太平洋信号情報処理学会副会長。2015年電子情報通信学会基礎・境界ソサイエティ会長、信号処理学会編集長。2016年シドニー工科大学客員教授。2020年北海道大学名誉教授、公立千歳科学技術大学理事・副学長・大学院光科学研究科長・教授。2021年公立千歳科学技術大学理事長兼学長。